# Roca del Cavall
La Roca del Cavall es trobava al Parc de la Serralada Litoral, la qual era una gran balma formada per una roca en voladís.

## Descripció
Era tan gran que s'hi recollia bestiar a sota. Es va volar per utilitzar-ne els fragments i, avui dia, resta com un important conjunt de granit però sense l'espectacularitat d'abans.
El mestre de Teià, Cristòfol Ferrer i Ferrà, hi va trobar una destral de pedra polida i un fragment de sílex. Segons unes fonts, aquestes restes estan en mans privades i, segons unes altres, al Museu Municipal de l'Estampació de Premià de Mar.

## Accés
És ubicada a Premià de Dalt: al poble, prenem el Camí Vell de Teià. Comptant des de la Font del Remei i el dipòsit d'aigua, a 280 metres surt una pista a la dreta que s'enfila cap al Turó d'en Baldiri. La roca és a la banda dreta d'aquesta pista, a 620 m del trencall. Coordenades: x=444394 y=4595195 z=295.